# Cycle d'Ericsson

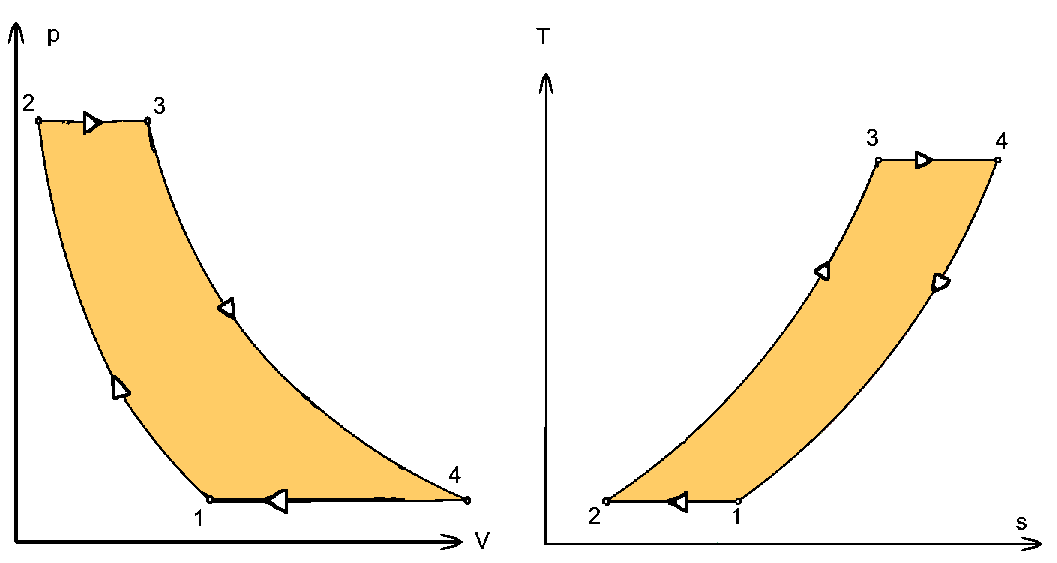
Cycle d'Ericsson.

Le cycle d'Ericsson est le cycle thermodynamique qui décrit le fonctionnement théorique d'un type de moteur thermique appelé moteur Ericsson,.
Ce cycle thermodynamique est composé de deux transformations isothermes et deux transformations isobares, soit un cycle à quatre temps.